# Альберт Фрік
Альберт Фрік (нім. Albert Frick; 21 жовтня 1948) — ліхтенштейнський політик, депутат парламенту з 2013 року, спікер.
Альберт Фрік з 1991 року є членом Ради комуни Шан. З 2001 по 2005 роки був віце-мером Шану. У лютому 2009 року був обраний депутатом Ландтагу від Прогресивної громадянської партії. Там він увійшов до складу Комітету з закордонних справ та парламентського Комітету у справах ЄАВТ і ЄЕС. У лютому 2013 року був переобраний депутатом Ландтагу і став його спікером.
Окрім політичної діяльності, Альберт Фрік працював інспектором з фізичної освіти в Управлінні освіти Князівства Ліхтенштейн. Вдовець, має трьох дітей.